# Adam Duvall
Pour les articles homonymes, voir Duvall.
Adam Lynn Duvall (né le 4 septembre 1988 à Louisville, Kentucky, États-Unis) est un voltigeur des Braves d'Atlanta de la Ligue majeure de baseball.

## Carrière

### Giants de San Francisco
Joueur des Cardinals de l'université de Louisville, Adam Duvall est repêché par les Giants de San Francisco au 11e tour de sélection en 2010. Il fait ses débuts dans le baseball majeur avec les Giants le 26 juin 2014. Joueur de troisième but dans les ligues mineures, Duvall est employé comme joueur de premier but par San Francisco à ses débuts,. À son premier match, joué contre les Reds de Cincinnati, Duvall obtient son premier coup sûr au plus haut niveau, un coup de circuit en solo qu'il réussit contre le lanceur Mike Leake. Duvall réussit 14 coups sûrs, dont 3 circuits, et produit 5 points en 28 matchs des Giants en 2014.
Bien qu'il ne joue pas un seul match dans les séries éliminatoires avec les Giants, Duvall est considéré comme faisant partie de l'équipe et reçoit une bague de champion de la Série mondiale 2014.
En 2015, il ne dispute pas un seul match des Giants et évolue avec leur club-école, les River Cats de Sacramento.

### Reds de Cincinnati

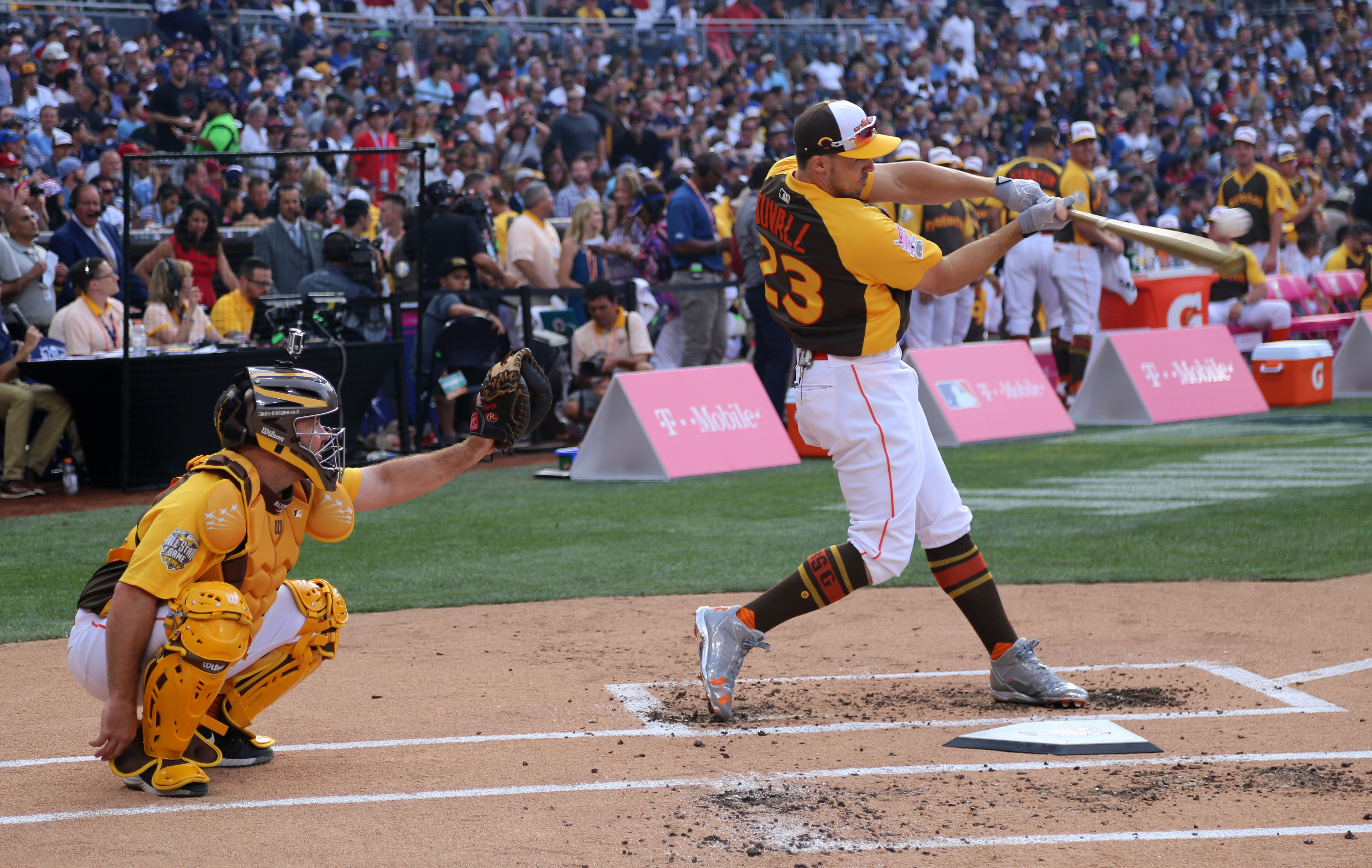
Adam Duvall (à droite) participe au concours de coups de circuit lors du match des étoiles 2016.

Avec le lanceur droitier des ligues mineures Keury Mella, Duvall est le 30 juillet 2015 cédé aux Reds de Cincinnati en échange du lanceur partant droitier Mike Leake. Il évolue au champ extérieur en 2015 à son arrivée à Cincinnati.
En 2016, Duvall étonne avec une saison de 33 circuits et 103 points produits. Il représente les Reds au match des étoiles 2016 et participe même au concours de coups de circuit présenté en marge de l'événement annuel. Il se distingue aussi par son solide jeu défensif au champ gauche durant la saison 2016.